# Séminoles
 (mars 2025).
Si vous disposez d'ouvrages ou d'articles de référence ou si vous connaissez des sites web de qualité traitant du thème abordé ici, merci de compléter l'article en donnant les références utiles à sa vérifiabilité et en les liant à la section « Notes et références ».
Pour les articles homonymes, voir Séminole (homonymie).
Les Séminoles sont un peuple autochtone d'Amérique du Nord. Ils résident maintenant en Floride, État dont ils sont originaires, et en Oklahoma.
La nation séminole a émergé au XVIIIe siècle ; elle était composée d'Amérindiens des actuels États de Géorgie, du Mississippi, de l'Alabama, et de Floride, le plus souvent issus de la nation Creek mais aussi d'Afro-Américains fuyant l'esclavage de Géorgie (voir Séminoles noirs). Tandis qu'environ 3 000 Séminoles étaient déportés à l'ouest du fleuve Mississippi, y compris la nation séminole de l'Oklahoma, qui s'est enrichie de nouveaux membres au cours du voyage, de 300 à 500 Séminoles sont restés et ont combattu dans et autour des Everglades en Floride. 1 500 soldats des États-Unis sont morts dans une suite de trois guerres contre les Séminoles de Floride mais aucun traité formel de paix ne leur ayant été imposé ou même proposé, ils ne se sont jamais rendus au gouvernement des États-Unis. C'est pourquoi, les Séminoles de Floride se nomment eux-mêmes « le peuple invaincu ».
Leur nom actuel est une déformation du mot Mvskoke (une langue Creek) simano-li, qui est peut-être lui-même une adaptation de l'espagnol cimarrón, signifiant « sauvage », « fuyard ».
Aujourd'hui, les Séminoles ont la souveraineté sur leurs terres tribales ; leur économie repose sur le tabac, le tourisme et le jeu. « Séminoles » est également le surnom des équipes sportives de l'Université d'État de Floride.

## Histoire
Après la conquête espagnole au XVIe siècle, les indigènes de la Floride ont été décimés par la maladie et on pense que les quelques survivants ont été évacués par les Espagnols à Cuba quand la Floride est passée sous contrôle du Royaume-Uni en 1763[réf. nécessaire].
Au début du XVIIIe siècle, des membres de la nation Creek du Sud ont commencé à émigrer en Floride pour s'affranchir de la domination des Creek du Nord et se sont mélangés avec les quelques autochtones qui y vivaient, dont les Yuchis et les Yamasees. Ils ont alors été appelés « Séminoles », peut-être dérivé du mot espagnol « cimarrón » qui signifie « sauvage » (littéralement "homme des cîmes) et désignant les esclaves en fuite (d'où "marrons" passé en français) en espagnol. Les Séminoles étaient une tribu hétérogène composée majoritairement de Lower Creek (du Sud) de Géorgie, de Musckogee parlant Mikasuki et d'Afro-Américains esclaves échappés, et dans une moindre mesure de blancs américains et d'Indiens d'autres tribus. 
Les Séminoles unifiés ont parlé deux langues, le Creek et le Mikasuki (un dialecte moderne de Hitchiti), deux membres différents de la famille des Muskogean un groupe de langues qui inclut également le Choctaw et le Chickasaw. C'est en grande partie grâce à cette particularité linguistique que la tribu actuelle des Miccosukee de Floride maintient son identité singulière. Les Séminoles vivaient apparemment en bons termes avec les Espagnols et les Anglais. En 1784, le traité qui mettait fin à la Guerre d'indépendance des États-Unis replaça la Floride sous contrôle espagnol. Cependant, le déclin de l'empire espagnol permit aux Séminoles de s'implanter plus profondément dans les marais de Floride, jusqu'à ce qu'une majorité de Séminoles soient déportés dans le Territoire indien (aujourd'hui l'Oklahoma) après la Seconde guerre séminole.